# アーマード・コア ヴァリアブルインフィニティ
『アーマード・コア ヴァリアブルインフィニティ』 (ARMORED CORE Variable infinity) はロボットアクションゲームアーマード・コアシリーズに登場する兵器アーマード・コア(AC)を1/72スケールで再現した壽屋が発売するプラモデルシリーズである。略称は、V.I. (Variable infinity)。スティールヘイズからヴァリアブル.インフィニティ.オーバード.スケール（Variable infinity Overed Scale、V.I.O.S.）に変更。

## 特徴
ハイエンドCGの質感とディテールを精密に再現すると共に、ヴァリアブルインフィニティ（組み換えの無限の可能性）というコンセプトの通り、各フレームパーツや武器を作品やシステムの枠を超えて自由に組み換えることが可能となっており、武器セットや各部位のフレームパーツ単体も商品化している。シリーズを超えて、多くのフレームを組み換える事ができる。
『AC3』から『ACfA』のハイエンドCG化された機体や作中の敵AC、さらにはV.I.独自のアセンブリで組まれた機体もリリースされている。また、『ACMA』と『AC2AA』に登場する「ナインボール＝セラフ」が、AC以外の兵器としては唯一となる商品化を果たしている。
ガンプラシリーズ、特に同価格帯のマスターグレードと比べると、内部機構に装甲を貼り付けていくのではなく、外装に無数のディテールパーツを組み重ねていくような構成が特徴。全長は16cm程度だが、パーツ割りが非常に細かく高い密度で構成される (第一弾のC01-GAEAでパーツ数約300個、最も多いのは03-AALIYAHの約450個)。また、接着剤とピンセットが必須となるような極小のパーツも存在し、組み立て難易度は総じて高めである。
また、構成するパーツもマスターグレードと同様にマルチカラーで「機体そのもの」の配色は極めて神経質な色分けが実現されており、塗装せずともパッケージのイメージに近い外見となる。しかしアセンブルを考慮してか各種武器はほとんどの場合、単色での構成となっている。ナインボールなど一部のキットは部分的に塗装済みのパーツが多数含まれている。シールなどは基本的に全く付属しない。
デザインの制約上、可動範囲が制限されるパーツが多く、初期のものは関節強度も高いとは言えなかった。「ミラージュC04-ATLAS フォックスアイVer.」の発売以降においては可動範囲の拡大や関節の強度確保にも目を向けた造りとなっている。
CGモデリングを使い回しているオープニングムービー登場機体を立体化する都合上、特定の既存パーツが何度もキット化される場合が多い。脚部フレームパーツのCR-LH80S2、左腕部ブレードのCR-WL69LB等は、三つのキットに付属する。
立体化されるACはオープニング登場機体や各作品のランカー等の主要人物の機体が多い。機体の名称が明確でない場合はコアの名称になっている。しかし、同フレーム同アセンブルのACが本編に登場していても、その名称で販売されないこともある。エンブレムも原則として表記されない。
組み立て説明書の最初の製作者の言葉 (タイトルは『アーマード･コア　デザイナーズノート　つぶやけ！心のレイヴン！』) には時折、ゲーム内で使われたセリフが使われている。そしてプラモ一つにつき必ず｢●●愛｣と称する。最後の決まり台詞は｢新たな戦場で生き抜くために、そして今後の製作の糧に･･･｣。

## 商品一覧
一覧は、品番・機体名 (発売時期 税込み定価)の順に記述。
- 機体名称は使用している企業名＋コアパーツの名称。作中に登場する機体、成型色を変更した限定版の場合は、末尾にVer.がつく。
- NX (ネクスト) シリーズは企業標準機の名称。
- 初期のモデルは2008年再発売分から値段変更と共にパッケージデザインが改められている。
- 主人公以外のレイヴンまたはリンクスが乗っていたACのパッケージには、そのレイヴンのエンブレムが記載されるようになった (ネクストでないACのプラモのパーツにはタンポ印刷されている)。

### AC
番号/コア名/発売日/価格/｢●●愛｣
1. AC-001 ミラージュC01-GAEA (2005年12月 3,360円)-無し(ACNX世界観紹介)
2. AC-002 クレストCR-C90U3 (2006年6月 3,360円)-無し(ACLR世界観紹介)
3. AC-003 ミラージュC05-SELENA (2006年10月 3,570円)-装甲愛
4. AC-004 ミラージュYC07-CRONUS ヴィクセンver. (2006年12月 2,940円)-ディテール愛
5. AC-005 クレストCR-C90U3 デュアルフェイスver. (2007年4月 3,360円)
6. AC-006 クレストCR-C75U2 白兵戦ver. (2007年4月 2,940円)-シチュエーション愛
7. NX01 レイレナード03-AALIYAH (2007年6月 3,990円)-ギミック愛
8. AC-007 クレストCR-C84O/UL 軽量級Ver. (2007年7月 2,940円)-音速愛
9. AC-008 ミラージュC02-URANUS (2007年9月 3,150円)-破壊愛
10. NX02 インテリオルユニオンY01-TELLUS (2007年10月 4,410円)-ウェポン愛
11. AC-009 ミラージュC04-ATLAS フォックスアイVer. (2007年11月 4,410円)
12. AC-010 クレストCR-C98E2 ナインボールVer. (2007年12月 3,780円)-エネミー愛
13. AC-011 クレストCR-C75U2 デルタver. (2008年3月 4,750円)-多脚愛
14. AC-012 クレストCR-C06U5 ファシネイターVer. (2008年5月 4,830円)
15. AC-013 ナインボール＝セラフ (2008年7月 8,190円)-変形愛
16. NX03 ローゼンタールCR-HOGIRE (2008年10月 5,040円)
17. NX04 ラインアークWHITE-GLINT (2009年4月 7,140円)
18. NX05 ローゼンタールCR-HOGIRE ノブリス・オブリージュ (2009年8月 5,460円)-シンボル愛
19. NX07 レイレナード04-ALICIA アンサング (2009年12月 5,460円)
20. AC-014 ミラージュC03-HELIOS ウィクトーリアVer. (2010年2月 5,040円)
21. NX08 オーメル TYPE-LAHIRE ステイシス (2010年4月 5,040円)-シリーズ愛
22. NX09 ラインアーク WHITE-GLINT&V.O.Bセット ムービーカラーVer. (2010年5月 8,232円)
23. AC-016 クレストCR-C98E2 強襲型Ver. (2010年8月 4,725円)-危機愛
24. NX10  GA GAN-01 サンシャインL (2010年10月25日 5,560円)-重装甲愛
25. AC-016 クレストCR-C89E オラクルVer. (2010年12月13日 4,725円)-ミッション愛
26. NX11 GAN01-SUNSHINE-E フィードバック (2011年3月 5,565円)-熟練愛
27. NX12 アスピナ ホワイト・グリント ARMORED CORE4 Ver. (2011年5月 4,488円)-ノスタルジ愛
28. NX13 アスピナ XCR-SOBRERO フラジール (2011年8月 4,862円)-シルエット愛
29. NX14 レイナード 04-ALICIA ホワイトパールVer.(2011年9月 5,142円)
30. AC-017 ナインボール ARMORED CORE Ver.(2011年12月 5,049円)-役割愛
31. NX15 BFF 063AN アンビエント(2012年5月 4,862円)
32. NX16 オーメルプロジェクト・マグヌス(2012年9月 4,862円)
33. UCR-10/L AGNI(2013年5月 5,423円)
34. NX17 アルゼブラ SOLUH バルバロイ(2013年7月 4,488円)
35. UCR-10/A ヴェンジェンス(2013年12月 8,228円)
36. KT-104/PERUN ハングドマン 再戦Ver.(2014年7月 8,228円)
37. MATSUKAZE mdl.2 拠点防衛仕様(2015年8月 17,578円)
38. CO3 Malicious R.I.P.3/M ブルー・マグノリア搭乗機(2015年12月 7,293円)
39. NX18 レイナード 03-AALIYAH シュープリス OP Ver.(2020年 7,425円)
40. NX19 ローゼンタール CR-HOGIRE ノブリス・オブリージュ フルパッケージVer.(2024年3月 9,702円)
41. インテリオル ユニオン Y-01-TELLUS(テルス) フルパッケージVer.(2024年5月 7,736円)
42. オーメル TYPE-LAHIRE ステイシス フルパッケージVer.(2024年7月 7,736円)
43. レイナード 04-ALICIA アンサング フルパッケージVer.(2024年9月 7,736円)
44. ラインアーク ホワイト・グリント&V.O.Bセット（2024年12月 8,900円）
45. レイナード 03-AALIYAH クラースナヤ フルパッケージVer.（2024年12月 7,736円）
46. SCHNEIDER NACHTREIHER/40E スティールヘイズ（2025年12月 1,6275円）

### 限定品
1. AC-001 ミラージュC01-GAEA ガンメタリックver. (2006年6月 2,940円)
2. AC-002 クレストCR-C90U3 ブルーメタリックver. (2006年8月 2,940円)
3. ACA-001 ガンメタリックver. (2006年9月 635円)
4. ACA-002 ガンメタリックver. (2006年9月 635円)
5. ACH-001 ガンメタリックver. (2006年10月 467円)
6. ACH-002 ガンメタリックver. (2006年10月 467円)
7. AC-001 ミラージュC01-GAEA レッドメタリックver. (2006年10月 2,940円)
8. AC-01 ミラージュ C01-GAEA UN (2006年12月 3,150円)
9. AC-003 ミラージュC05-SELENA ガンメタリックver. (2006年12月 3,570円)
10. AC-004 ミラージュYC07-CRONUS ガンメタリックver. (2007年2月 2,940円 2008年7月再発売分からは3,675円)
11. AC-005 クレストCR-C90U3 デュアルフェイス ネクサスver. (2008年7月 3,675円)
12. AC-010 クレストCR-C98E2 ノワールver. (2008年7月 3,990円)
13. AC-013 ナインボール＝セラフ クリアver. (2009年4月 8,190円)
14. AC-013 アナザーセラフ (2009年5月 8,190円)
15. AC-015 ミラージュ C02-URANUS マーウォルスVer. (2010年6月 5,040円)
16. NX01 レイレナード03-AALIYAH クラースナヤver. (2008年8月 5,040円)
17. NX01 レイレナード03-AALIYAH シュープリス 夜間戦闘ver. (2009年6月 4,620円)
18. NX02 インテリオルユニオンY01-TELLUS ガンメタリックver. (2009年12月 4,620円)
19. NX03 ローゼンタールCR-HOGIRE ガンメタリックver. (2009年12月 5,250円)
20. NX08 オーメル TYPE-LAHIRE ガンメタリックver. (2011年1月 4,862円)
21. オーバード・ウェポンセット[初回限定版](2014年11月 7,293円)
22. CO3 Malicious R.I.P.3/M ブルー・マグノリア搭乗機[初回限定版](2015年2月 7,293円)
23. ラインアーク ホワイト・グリント ガンメタリックver.(2019年11月 7,480円）

### ウェポンユニット
1. ACW-001 - 003 (2005年12月 各399円)
2. ACW-004 - 006 (2006年6月 各399円)
3. ACW-007 - 009 (2006年10月 各399円)
4. ACW-010 - 012 (2007年4月 各472円)
5. ACW-013 - 015 (2009年11月 各472円)
6. ACW-016 - 018 (2012年2月 各1,000円)
7. ACV V.I. ウェポンセット (2015年4月 3,646円)

### ヘッドユニット
1. ACH-001 (2006年10月 525円)
2. ACH-002 (2006年10月 525円)

### アームユニット
1. ACA-001 (2006年9月 712円)
2. ACA-002 (2006年9月 712円)

### その他
1. NX06 ヴァンガード・オーバード・ブースト 2009年8月 2,940円